# Obiphora sinjonis
Obiphora sinjonis är en insektsart som beskrevs av Matsumura 1942. Obiphora sinjonis ingår i släktet Obiphora och familjen spottstritar. Inga underarter finns listade i Catalogue of Life.